# Jules Auguste Sage

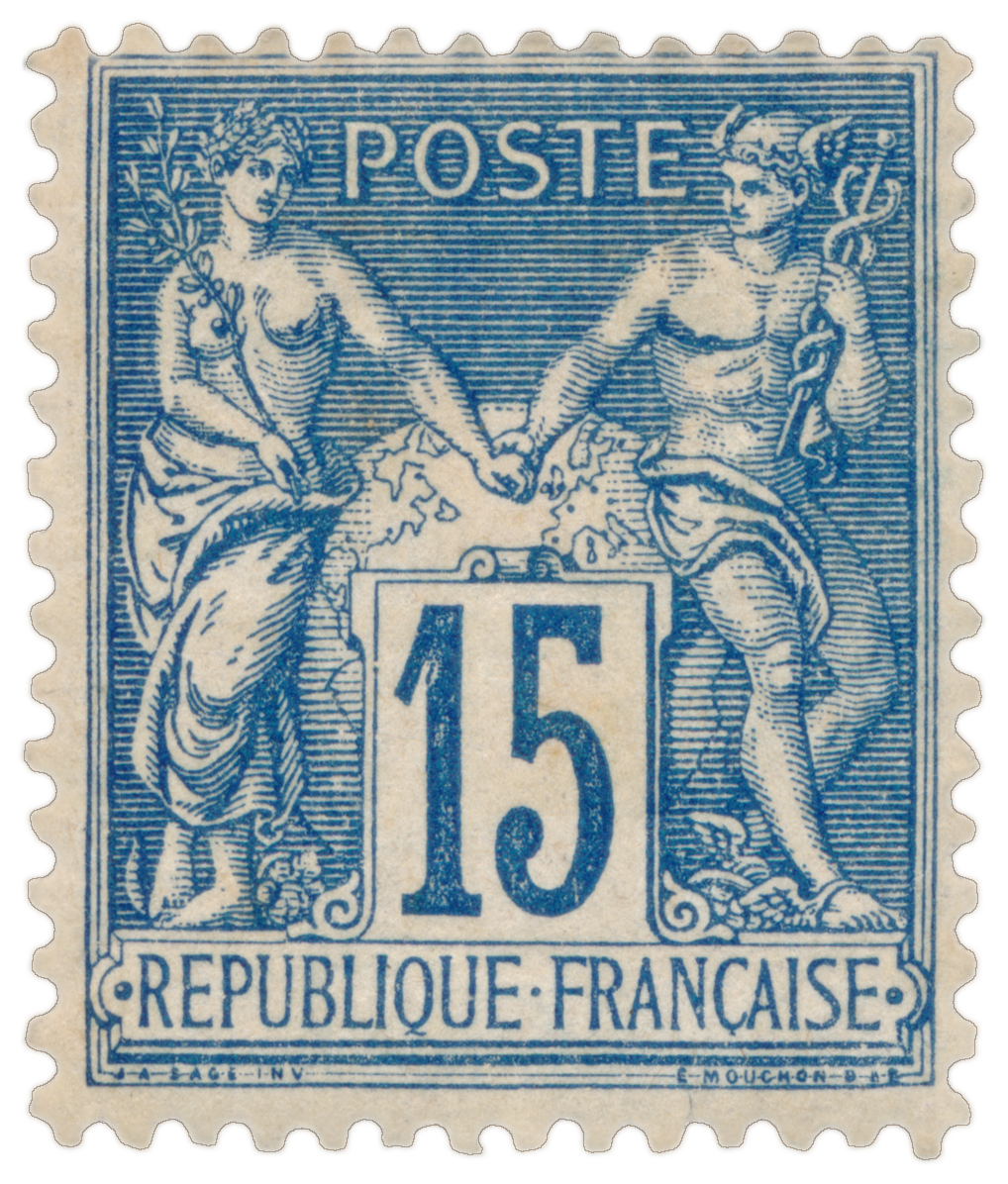
Timbre au type Sage, 15 centimes, émis en 1892.

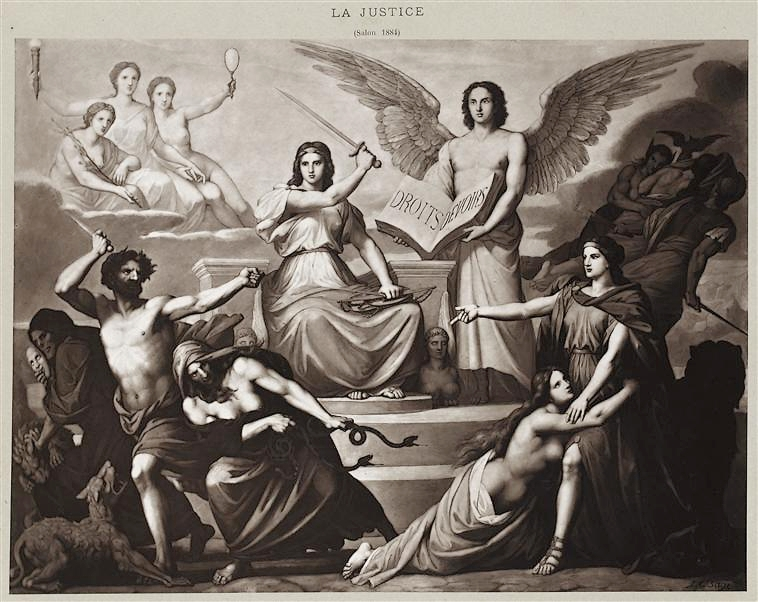
La Justice, tableau de Sage présenté au Salon de 1884, photographie d'époque.

Jules Auguste Sage (Paris, 16 mars 1829 - Paris, 13 octobre 1908) est un poète et peintre français. Il est surtout connu  pour avoir donné son nom à un type de timbre français apparu en 1876 : le « type Sage ».

## Biographie
Il expose aux Salons de 1870 à 1901 et est sociétaire de la Société des artistes français en 1883.

## Timbre
Il crée le dessin « Le Commerce et la Paix s'unissant et régnant sur le monde » qui est accepté par l'administration sur concours pour remplacer les timbres au type Cérès qui perduraient depuis 1849 sous différentes formes et les timbres à l'effigie de Napoléon III. La gravure est effectuée par Louis-Eugène Mouchon. De 1876 à 1899, ce seront les seuls timbres en usage pour des valeurs de 1 centimes à 5 francs. Ils seront remplacés en 1900 par le type Blanc.

## Publications
- Poésies diverses, Paris, éd. Édouard Dentu, 1885 (BNF 31276828)
- Les Destinées de l'homme, esquisse, Paris, impression de H. Jouve, 1887, 16 p. (BNF 31276827)